# انجمن تاریخ آمریکا
انجمن تاریخ آمریکا (به انگلیسی: American Historical Association) با اختصار ("AHA") قدیمی‌ترین انجمن حرفه‌ای مورخان در ایالات متحده و بزرگترین سازمان در این راستا در جهان است. AHA که در سال ۱۸۸۴ تأسیس شد، رهبری این رشته را با محافظت از آزادی آکادمیک، توسعه استانداردهای حرفه‌ای، حمایت از بورس تحصیلی و آموزش نوآورانه و کمک به حفظ و ارتقای فعالیت مورخان فراهم می‌کند. AHA سازمان اصلی برای تاریخ‌نگارانی است که در ایالات متحده فعالیت می‌کنند در حالی که سازمان مورخان آمریکایی سازمان اصلی برای مورخانی است که در مورد ایالات متحده مطالعه و تدریس می‌کنند. انجمن تاریخ آمریکا، فصلنامه بررسی تاریخ آمریکا را چهار بار در سال، با مقالات علمی و نقد کتاب منتشر می‌کند.

## اهداف
این گروه در سال ۱۸۸۹، بر اساس «منشور کنگره»، برای «ترویج مطالعات تاریخی، گردآوری و حفظ نسخه‌های خطی تاریخی، و برای کمک به دوستداران تاریخ آمریکا و تاریخ در آمریکا» تأسیس شده‌است.

## فعالیت‌های فعلی
انجمن تاریخ آمریکا به عنوان یک سازمان پشتیبانی و مدافع عمومی برای این رشته، با سایر سازمان‌های مهم تاریخی همکاری می‌کند. در این حرفه، انجمن رفتار اخلاقی و بهترین شیوه‌ها را، به ویژه از طریق «بیانیه استانداردهای رفتار حرفه‌ای» تعریف می‌کند. AHA همچنین استانداردهایی را برای تمرین مناسب در تدریس و کتاب‌های درسی تاریخ ایجاد می‌کند ولی اینها تأثیر محدودی دارند. این انجمن عموماً برای تأثیرگذاری بر سیاست تاریخ از طریق ائتلاف ملی برای تاریخ کار می‌کند.
انجمن تاریخ آمریکا دو مجله چاپ میکند:
- فصلنامه مهم "بررسی تاریخ آمریکا" در زمینه مطالعه موضوعات تاریخی تاریخ باستان[۵] و
- ماهنامه خبری «چشم‌انداز تاریخ»[۶]

در سال ۲۰۰۶ وبلاگی را با تمرکز بر آخرین اتفاقات در رشته گسترده تاریخ و تمرین حرفه ای این صنعت راه اندازی کرد که به پژوهش‌ها و فعالیت‌های اعضا AHA متکی است.
جلسه سالانه انجمن هر ژانویه بیش از ۵۰۰۰ مورخ از سراسر ایالات متحده را گرد هم می‌آورد تا آخرین پژوهش‌ها را بررسی کنند، طرح‌های جدید بدهند و در مورد چگونگی ارتقا به مورخان و معلمان بهتر بحث کنند. بسیاری از انجمن‌های تاریخی وابسته، جلسات سالانه خود را به‌طور همزمان برگزار می‌کنند. وب سایت انجمن اطلاعات گسترده‌ای در مورد وضعیت فعلی این حرفه ارائه می‌دهد، نکاتی در مورد مشاغل تاریخ، و یک آرشیو گسترده مطالب تاریخی (از جمله میزگرد .G.I)؛ مجموعه‌ای از جزوات تهیه شده برای وزارت جنگ در جنگ جهانی دوم.
این انجمن همچنین دو بورسیه اصلی را اداره می‌کند:؛ ۲۴ جایزه کتاب و تعدادی کمک هزینه پژوهش‌های کوچک.

## تاریخچه

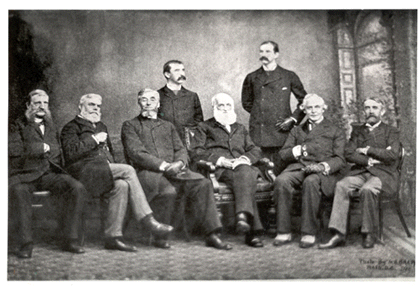
مدیران اجرایی انجمن تاریخ آمریکا در زمان ادغام انجمن توسط کنگره که در جریان نشست سالانه آنها در ۳۰ دسامبر ۱۸۸۹، در واشینگتن دی.سی، نشسته (چپ به راست) عبارتند از: ویلیام فردریک پول، جاستین وینزور، چارلز کندال آدامز (رئیس انجمن)، جورج بنکرافت، جان جی و اندرو دیکسون وایت، ایستاده (چپ به راست): هربرت باکستر آدامز و کلارنس وینتروپ بوون

مدیران اولیه انجمن مانند جورج بنکرافت، جاستین وینزور و جیمز فورد عمدتاً آقایانی بودند که اوقات فراغت و ابزار نگارش بسیاری از آثار بزرگ تاریخ قرن نوزدهم را داشتند. با این حال، همان‌طور که رئیس سابق AHA جیمز جی. شیهان اشاره می‌کند،
انجمن همیشه سعی می‌کند به حوزه‌های مختلف، از جمله بایگانی، اعضای انجمن‌های تاریخ ایالتی و محلی، معلمان و مورخان آماتور که با انجمن ارتباط برقرار می‌کنند - و نه همیشه با موفقیت یا رضایت - برای نمایندگی و حمایت، خدمت کند. "بیشتر کارهای اولیه انجمن بر ایجاد یک هدف مشترک و گردآوری مواد پژوهش از طریق دست نوشته‌های تاریخی و کمیسیون‌های آرشیو عمومی متمرکز بود.

### استانداردهای انتشار
از ابتدا، انجمن عمدتاً توسط مورخان شاغل در دانشکده‌ها و دانشگاه‌ها اداره می‌شد و نقش مهمی در تعریف علایق آنها به عنوان یک حرفه ایفا می‌کرد. اولین رئیس انجمن، اندرو دیکسون وایت، رئیس دانشگاه کرنل بود و اولین دبیر آن، هربرت باکستر آدامز یکی از اولین دوره‌های دکترای تاریخ را روش جدید حوزه آلمان در دانشگاه جان هاپکینز تأسیس کرد. واضح‌ترین بیان این انگیزه آکادمیک در تاریخ در توسعه «بررسی تاریخ آمریکا» در سال ۱۸۹۵ بود. این نشریه که توسط مورخان برخی از مهم‌ترین دانشگاه‌های ایالات متحده شکل گرفت، تحت سردبیری اولیه جی. فرانکلین جیمسون از مدل مجلات تاریخی اروپا پیروی کرد و پس از بررسی ممقالات توسط پژوهشگران و تأیید سردبیر، چندین مقاله علمی طولانی را در هر شماره منتشر کرد. هر شماره همچنین تعدادی از کتاب‌های تاریخ را برای انطباق آنها با هنجارهای حرفه‌ای جدید و استانداردهای علمی بررسی می‌کرد که در مدارس و دانشگاه‌های پیشرو تحصیلات تکمیلی تا دکتری تدریس می‌شد. شیهان بر همین اساس نتیجه گرفت: از AHR، «یک پژوهشگر جوان معنای مورخ بودن را می‌فهمد».

## روسای انجمن
- ۲۰۱۳: کنت پومرانز (دانشگاه شیکاگو)
- ۲۰۱۳: استیون آر. هاوسر (دانشگاه تمپل)
- ۲۰۱۶: پاتریک منینگ (دانشگاه پیتسبورگ)
- ۲۰۱۷: تایلر استووال (دانشگاه کالیفرنیا، سانتا کروز)
- ۲۰۱۸: مری بث نورتون (دانشگاه کرنل)
- ۲۰۱۹: جی. آر. مک‌نیل (دانشگاه جورجتاون)
- ۲۰۲۰: مری لیندمن (دانشگاه میامی)
- ۲۰۲۱: ژاکلین جونز (دانشگاه تگزاس در آستین)
- ۲۰۲۲: جیمز اچ. سویت (دانشگاه ویسکانسین-مدیسون)، منتخب

## رؤسای پیشین انجمن
رؤسای AHA سالانه انتخاب می‌شوند و در جلسه سالانه سخنرانی رئیس‌جمهور را ارائه می‌دهند:
- اندرو دیکسون وایت (۱۸۸۴، ۱۸۸۵)
- جورج بنکرافت (۱۸۸۶)
- جاستین وینزور (۱۸۸۷)
- ویلیام فردریک پول (۱۸۸۸)
- چارلز کندال آدامز (۱۸۸۹)
- جان جی (۱۸۹۰)
- ویلیام ویرت هنری (۱۸۹۱)
- جیمز بریل آنجل (۱۸۹۲–۱۸۹۳)
- هنری آدامز (۱۸۹۳–۱۸۹۴)
- جورج فریزبی هار (۱۸۹۵)
- ریچارد سالتر استورز (۱۸۹۶)
- جیمز شولر (۱۸۹۷)
- جورج پارک فیشر (۱۸۹۸)
- جیمز فورد رودز (۱۸۹۹)
- ادوارد اگلستون (۱۹۰۰)
- چارلز فرانسیس آدامز، جونیور (۱۹۰۱)
- آلفرد تایر ماهان (۱۹۰۲)
- هنری چارلز لی (۱۹۰۳)
- گلدوین اسمیت (۱۹۰۴)
- جان باخ مک مستر (۱۹۰۵)
- سیمئون ای. بالدوین (۱۹۰۶)
- جی. فرانکلین جیمسون (۱۹۰۷)
- جورج برتون آدامز (۱۹۰۸)
- آلبرت بوشنل هارت (۱۹۰۹)
- فردریک جکسون ترنر (۱۹۱۰)
- ویلیام میلیگان اسلون (۱۹۱۱)
- تئودور روزولت (۱۹۱۲)
- ویلیام ای. دانینگ (۱۹۱۳)
- اندرو سی مک لافلین (۱۹۱۴)
- اچ. مورس استفنز (۱۹۱۵)
- جورج لینکلن بر (۱۹۱۶)
- ورثینگتون سی فورد (۱۹۱۷)
- ویلیام آر. تایر (1918–1919)
- ادوارد چانینگ (1920)
- ژان ژول ژوسران (1921)
- چارلز اچ. هاسکینز (1922)
- ادوارد پی چینی (1923)
- وودرو ویلسون (۱۹۲۴، قبل از اتمام دوره خود درگذشت)
- چارلز ام. اندروز (1924، 1925)
- دانا سی. مونرو (1926)
- هنری آزبورن تیلور (1927)
- جیمز اچ. سینه (1928)
- جیمز هاروی رابینسون (1929)
- اوارتز بوتل گرین (1930)
- کارل لوتوس بکر (1931)
- هربرت یوجین بولتون (1932)
- چارلز ای. ریش (1933)
- ویلیام ای. داد (1934)
- مایکل ای. روستوفتزف (1935)
- چارلز مک ایلوین (1936)
- گای استانتون فورد (1937)
- لارنس ام. لارسون (1938)
- ویلیام اسکات فرگوسن (1939)
- مکس فرند (1940)
- جیمز وستفال تامپسون (1941)
- آرتور ام. شلزینگر (1942)
- نلی نیلسون (1943)
- ویلیام ال. وسترمن (1944)
- کارلتون جی اچ هیز (1945)
- سیدنی بی. فی (1946)
- توماس جی. ورتنباکر (1947)
- کنت اسکات لاتورت (1948)
- کانیر خواندن (1949)
- ساموئل ای. موریسون (1950)
- رابرت لیوینگستون شویلر (1951)
- جیمز جی. رندال (1952)
- لوئیس گوتچالک (1953)
- مرل کورتی (1954)
- لین تورندایک (1955)
- دکستر پرکینز (1956)
- ویلیام ال. لنگر (1957)
- والتر پرسکات وب (1958)
- آلن نوینز (1959)
- برنادوت ای. اشمیت (1960)
- ساموئل فلگ بمیس (1961)
- کارل برایدنباگ (1962)
- کرین برینتون (1963)
- جولیان پی. بوید (1964)
- فردریک سی. لین (1965)
- روی اف. نیکولز (1966)
- هاجو هولبورن (1967)
- جان کی. فیربنک (1968)
- سی. ون وودوارد (1969)
- آر. پالمر (1970)
- دیوید ام. پاتر (۱۹۷۱، قبل از اتمام دوره خود درگذشت)
- جوزف آر استریر (1971)
- توماس سی کوکران(1972)
- لین تاونسند وایت، جونیور. (1973)
- لوئیس هانکه (1974)
- گوردون رایت (1975)
- ریچارد بی. موریس (1976)
- چارلز گیبسون (1977)
- ویلیام جی. بووسما (1978)
- جان هوپ فرانکلین (1979)
- دیوید اچ. پینکنی (1980)
- برنارد بیلین (1981)
- گوردون آ. کریگ (1982)
- فیلیپ دی. کرتین (1983)
- آرتور اس. لینک (1984)
- ویلیام هاردی مک‌نیل (1985)
- کارل ان. دگلر (1986)
- ناتالی زمون دیویس (1987)
- آکیرا ایریه (1988)
- لوئیس آر. هارلان (1989)
- دیوید هرلیهی (1990)
- ویلیام ای. لوختنبورگ (1991)
- فردریک ای. ویکمن جونیور (1992)
- لویز آ. تیلی (1993)
- توماس سی. هولت (1994)
- جان اچ کوتسورث (1995)
- کارولین واکر باینام (1996)
- جویس اپلبی (1997)
- جوزف سی میلر (1998)
- رابرت دارنتون (۱۹۹۹)
- اریک فونر (۲۰۰۰)
- دبیلو.ام. راجر لوئیس (۲۰۰۱)
- لین هانت (۲۰۰۲)
- جیمز ام. مک فرسون (۲۰۰۳)
- جاناتان اسپنس (۲۰۰۴)
- جیمز جی. شیهان (۲۰۰۵)
- لیندا کی کربر (۲۰۰۶)
- باربارا واینستاین (۲۰۰۷)
- گابریل ام. اشپیگل (۲۰۰۸)
- لورل تاچر اولریش (۲۰۰۹)
- باربارا متکالف (۲۰۱۰)
- آنتونی گرافتون (۲۰۱۱)
- ویلیام کرونون (۲۰۱۲)
- کنت پومرانز (۲۰۱۳)
- یان ای. گلدشتاین (۲۰۱۴)
- ویکی ال.روئیز (۲۰۱۵)
- پاتریک منینگ (۲۰۱۶)
- تایلر استووال (۲۰۱۷)
- مری بث نورتون (۲۰۱۸)
- جی. آر. مک‌نیل (۲۰۱۹)[۱۶]
- مری لیندمن (۲۰۲۰)
- ژاکلین جونز (رئیس منتخب)

## انجمن‌های وابسته
- کنفرانس تاریخ آمریکای لاتین
- شورای ملی تاریخ عمومی
- انجمن تاریخ شفاهی
- انجمن تاریخ در دولت فدرال
- انجمن بورس تحصیلی فمینیستی قرون وسطی
- انجمن برای تاریخ نظامی
- انجمن مورخان معماری
- انجمن تاریخ جهانی